# Bahnhof Rotherhithe

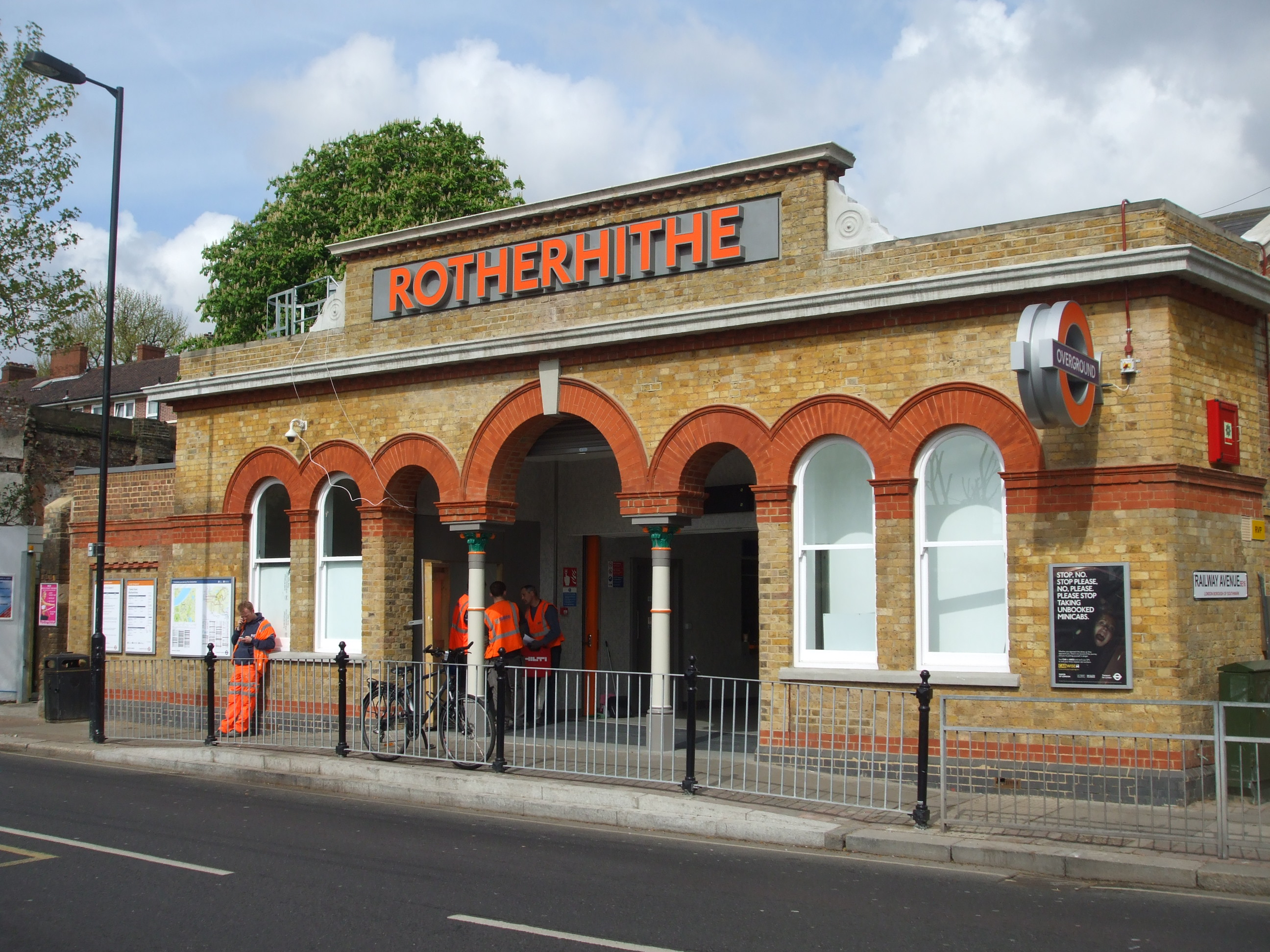
Eingang zum Bahnhof Rotherhithe

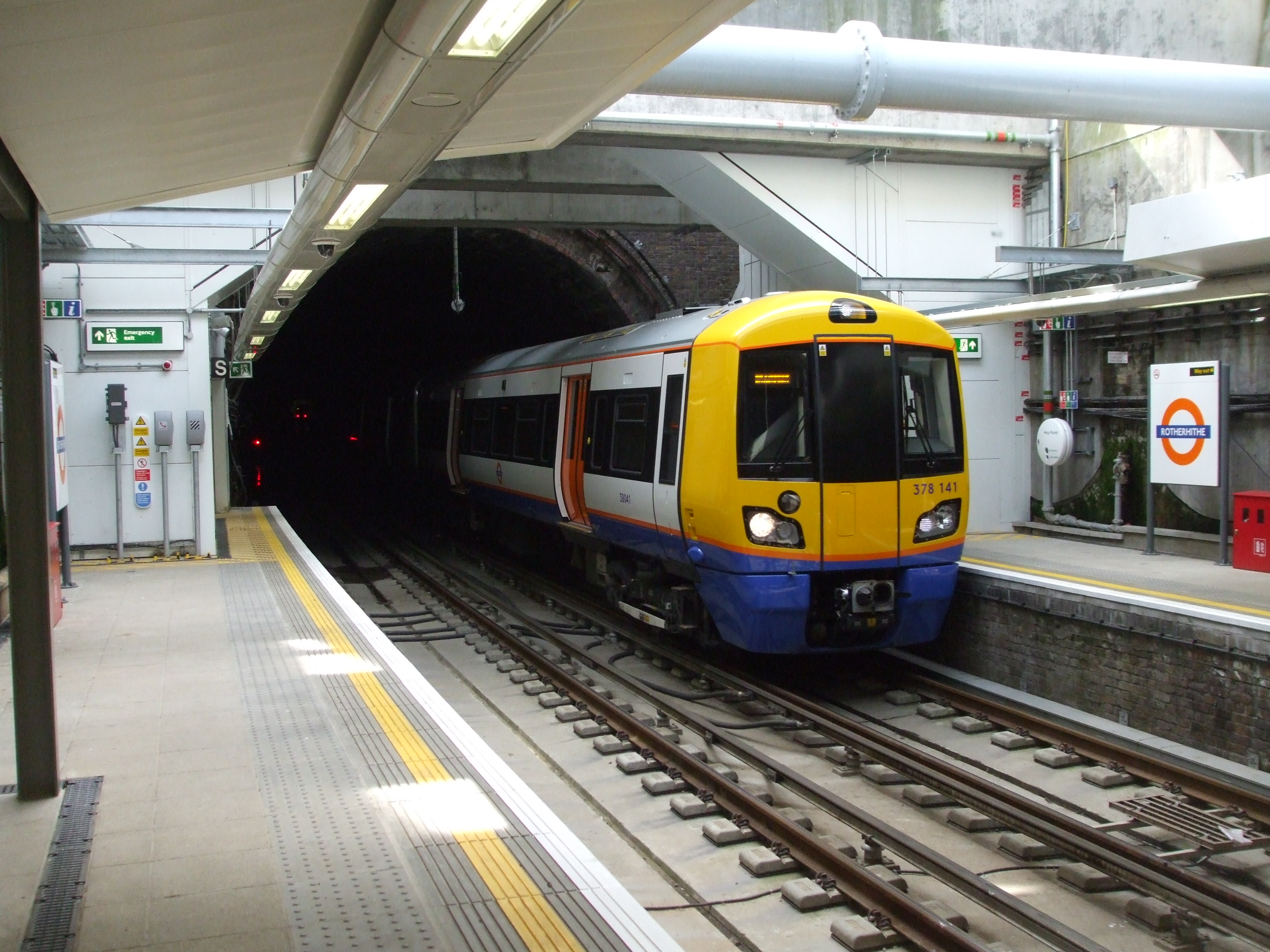
Einfahrender Overground-Zug aus Wapping am Bahnsteig

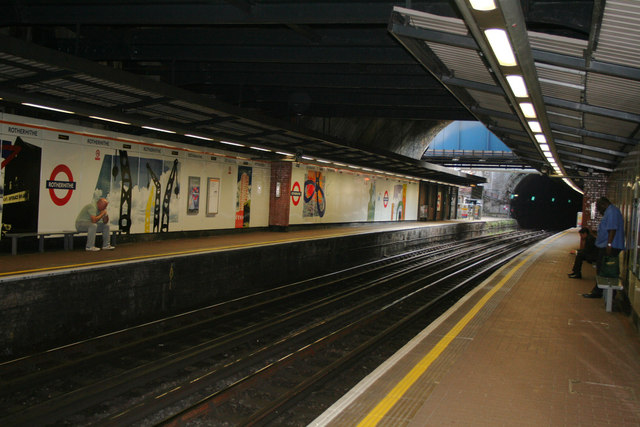
Bahnsteige zur Zeit der East London Line

Rotherhithe [ˈrɒðəhaɪð] ist ein unterirdischer Bahnhof der East London Line von London Overground (bis 2007 London Underground) im Stadtbezirk London Borough of Southwark. Er liegt in der Travelcard-Tarifzone 2 an der Brunel Road, wenige Meter vom Südufer der Themse entfernt. Im Jahr 2013 wurde er von 1,048 Millionen Fahrgästen genutzt.
Der Bahnhof befindet sich am südlichen Ende des zwischen 1825 und 1843 von Marc Isambard Brunel errichteten Thames Tunnel, der ursprünglich ein Fußgängertunnel war und später für den Eisenbahnverkehr umgebaut wurde. Ein Teil der ursprünglichen Backsteinkonstruktion ist noch immer erhalten, dort ist eine Gedenktafel für Brunel angebracht. Der Zugang zu den Bahnsteigen erfolgt durch Rolltreppen und Treppen. Es gibt keine Aufzüge.

## Geschichte
Nach der Eröffnung des Bahnhofs am 7. Dezember 1869 führte zunächst die London, Brighton and South Coast Railway, die bei New Cross Gate eine Verbindung zwischen ihrem Streckennetz und der East London Line besaß, den Personenverkehr durch. Am 1. Dezember 1884 nahmen die Metropolitan Railway (MR, heute Metropolitan Line) und die Metropolitan District Railway (MDR, heute District Line) den U-Bahn-Betrieb auf.
Die MDR stellte ihren Betrieb am 31. Juli 1905 ein, die MR am 2. Dezember 1906, so dass die Strecke vorübergehend nur dem Güterverkehr diente. Ab 31. März 1913 befuhren Züge der MR wieder die nunmehr elektrifizierte Strecke. Seit der Schließung der Verbindungskurve St Mary’s Curve bei Whitechapel am 5. Oktober 1941 war die East London Line betrieblich eigenständig. Zwischen dem 25. März 1995 und dem 25. März 1998 war die gesamte Strecke wegen Renovierungs- und Modernisierungsarbeiten für jeglichen Verkehr gesperrt.
Am 22. Dezember 2007 wurde die East London Line erneut geschlossen, um sie zu modernisieren und an beiden Enden zu verlängern. Es gab Überlegungen, die Bahnhöfe Rotherhithe und Wapping ganz aufzugeben, weil man davon ausging, dass deren Bahnsteige zu kurz seien, um die neuen längeren Züge von London Overground aufzunehmen. Am 16. August 2004 gab Bürgermeister Ken Livingstone jedoch bekannt, dass beide Bahnhöfe bestehen bleiben würden. Seit dem 27. April 2010 ist die Strecke nach zweieinhalbjähriger Bauzeit wieder offen und ein Teil von London Overground.